# Sandviksfjellet
Sandviksfjellet est l'une des sept montagnes (de syv fjell en norvégien) qui entourent Bergen. Son sommet se trouve à 417 m d'altitude. Elle fait partie du massif de Byfjellene. Des chemins de randonnée vers le sommet sont populaires depuis les années 1900. Au sommet, une construction indiquant le sens du vent a été construite en 1879. Une première avait été construite en 1835 mais détruite par le vent dans les années 1870. La batterie de Sandviken se trouve sur le flanc de Sandviksfjellet.
Stoltzekleiven est un escalier de 801 marches de pierre partant de Fjellveien jusqu'au sommet, nommé d'après Gerhard Stoltz (1833-1907). Le dénivelé est de 313 mètres et le record d'ascension est de 8 minutes et 13 secondes.

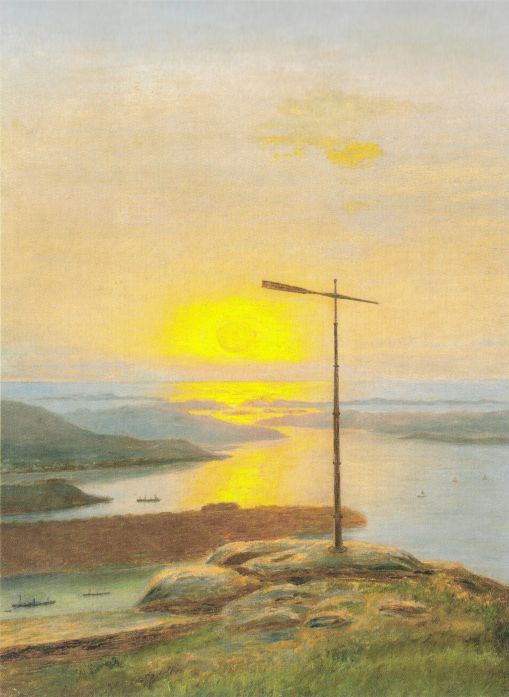
Sandviksfjellet, Bergen, Frants Bøe (vers 1891).